# Roztoky (district de Rakovník)
Pour les articles homonymes, voir Roztoky.
Roztoky (en allemand : Rostok bei Pürglitz) est une commune du district de Rakovník, dans la région de Bohême-Centrale, en République tchèque. Sa population s'élevait à 1 078 habitants en 2020.

## Géographie
Le village de Roztoky est bâti dans un méandre de la Berounka, un affluent de la Radbuza, et se trouve à 13 km au sud-est de Rakovník, à 16 km au nord-ouest de Beroun et à 40 km à l'ouest-sud-ouest du centre de Prague.
La commune est limitée par Velká Buková au nord, par Křivoklát, Zbečno, Račice, Nižbor, Nový Jáchymov et Hudlice à l'est, par Broumy et Kublov au sud, et par Karlova Ves et Branov à l'ouest.

## Histoire
La première mention écrite de la localité date de 1406.

## Transports
Par la route, Roztoky se trouve à 18 km de Rakovník, à 22 km de Beroun et à 58 km du centre de Prague.